# Contea di Clay (Kentucky)
La contea di Clay (in inglese Clay County) è una contea dello Stato USA del Kentucky. Il nome le è stato dato in onore di Green Clay, membro della legislatura degli Stati della Virginia e del Kentucky, cugino di Henry Clay, famoso statista statunitense. Al censimento del 2000 la popolazione era di 24 556 abitanti. Il suo capoluogo è Manchester.

## Geografia fisica
L'U.S. Census Bureau certifica che l'estensione della contea è di 1220 km², di cui 1220 km² composti da terra e 0 km² composti di acqua.

## Contee confinanti
- Contea di Owsley, Kentucky - nord
- Contea di Perry, Kentucky - nord-est
- Contea di Leslie, Kentucky - est
- Contea di Bell, Kentucky - sud-est
- Contea di Knox, Kentucky - sud-ovest
- Contea di Laurel, Kentucky - ovest
- Contea di Jackson, Kentucky - nord-ovest

## Storia
La Contea di Clay venne costituita nel 1807.

## Città e paesi
- Manchester
- Oneida
- Burning Springs